# 大西洋頦齒魚
大西洋頦齒魚，為管肩魚科的其中一種，為深海魚類，分布於大西洋熱帶海域，深度0-2100公尺，體長可達22.2公分，棲息在底層水域，生活習性不明。

## 扩展阅读
維基物種上的相關：大西洋頦齒魚